# ARA Corrientes (D-8)
«Корріентес» (ісп. ARA Corrientes) — військовий корабель, ескадрений міноносець типу «Буенос-Айрес», що перебував на озброєнні військово-морського флоту Аргентини у 1930-1940-х роках.
«Корріентес» був закладений на верфі компанії Vickers-Armstrongs у Барроу-ін-Фернессі. 21 вересня 1937 року він був спущений на воду, а 1 липня 1938 року увійшов до складу ВМС Аргентини.

## Історія
3 жовтня 1941 року під час чергових навчань біля Вогняної Землі стався найтрагічніший інцидент в історії аргентинського флоту. О 18:00, в умовах густого туману, важкий крейсер «Альміранте Браун» врізався в есмінець «Корріентес». Удар прийшовся у середню частину корабля, після чого есмінець розламався і протягом семи хвилин затонув. Майже відразу в корму крейсера врізався лінкор «Рівадавія». «Альміранте Браун» отримав важкі пошкодження, але залишився на плаву завдяки вмілим і рішучим діям екіпажу і своїм ходом пішов на базу флоту Пуерто-Бельграно. Ремонт корабля тривав понад три місяці.

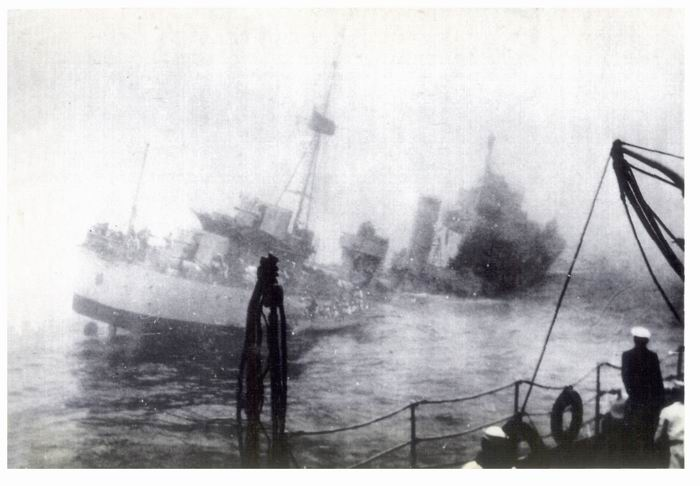
Аргентинський есмінець «Корріентес» тоне після зіткнення з крейсером «Альміранте Браун». 3 жовтня 1941

Внаслідок трагедії на «Корріентесі» загинуло 14 моряків.